# G. E. Lowman
Guerdon Elmer Lowman, meglio conosciuto come G. E. Lowman (Baltimora, 16 novembre 1897 – St. Petersburg, 18 gennaio 1965), è stato un pastore protestante e conduttore radiofonico statunitense.
Fu definito dai giornali dell'epoca "un noto predicatore", i cui "vigorosi sermoni" affrontarono "argomenti interessanti e di attualità. Il suo ministero radiofonico, non legato ad alcuna denominazione, ebbe ascoltatori in tutto il mondo, dagli anni Trenta al 1965.

## I primi anni
G. E. Lowman nacque a Baltimora, nello Stato del Maryland, dove da adolescente lavorò nei locali cantieri navali, diventando cristiano all'età di 17 anni. Sposò Minnie Wagner l'8 dicembre del 1917. La coppia ebbe sei figli.
Appena ventenne, avviò una società di installazione di impianti elettrici. Successivamente, egli acquistò, nella regione di Baltimora, una catena di supermercati derivante da una scissione aziendale della Sanitary Grocery Stores, che egli rinominò "Twin Food" (Cibo gemello).

## Ministero

### Il Tabernacolo del Vangelo a Baltimora
Verso la fine degli anni Venti, G. E. Lowman fu ordinato come pastore metodista ed iniziò a predicare in chiese e missioni dell'area di Baltimora. Divenne una figura familiare in città, usando un pulmino attrezzato con piattaforma ed altoparlanti per tenere raduni evangelistici agli angoli delle strade di Baltimora.
La sua predicazione fu così popolare che G. E. Lowman fondò il Baltimore Gospel Tabernacle (Tabernacolo del Vangelo a Baltimora) nel 1930, costruendo un'ampia chiesa all'angolo di Federal e Wolfe Street, in un quartiere di Baltimora est presso il Johns Hopkins Hospital. Una chiesa luterana e poi un'assemblea mormone avevano in precedenza occupato una porzione del sito dal 1897, ed il nuovo Tabernacolo del Vangelo a Baltimora includeva la precedente struttura nel suo disegno, triplicando le dimensioni complessive. Nel nuovo edificio furono inserite molte ampie vetrate policrome, una delle quali donata da una sopravvissuta del Titanic. In cima alla torre occidentale del Tabernacolo vi era una croce illuminata girevole, che ruotava su sé stessa quando i culti erano in corso, una delle quattro croci girevoli esistenti all'epoca negli USA.
La nuova chiesa venne consacrata il 19 ottobre 1930, ed il pastore Lowman iniziò trasmissioni radiofoniche settimanali dei culti del mercoledì e della domenica. In occasione del primo anniversario della chiesa ad ottobre 1931, il Baltimore Post, il principale quotidiano cittadino, riportò la seguente notizia: "Il Tabernacolo del Vangelo è di carattere interdenominazionale e da 10 a 15 diverse denominazioni sono rappresentate ai culti". Nella celebrazione dell'anniversario, "per due settimane si tennero culti commemorativi, con pastori da chiese diverse che li conducevano" disse il giornale. Un'ulteriore espansione della chiesa avvenne nel 1933 con l'aggiunta di un transetto a sud ed una seconda balconata per accogliere le folle crescenti.

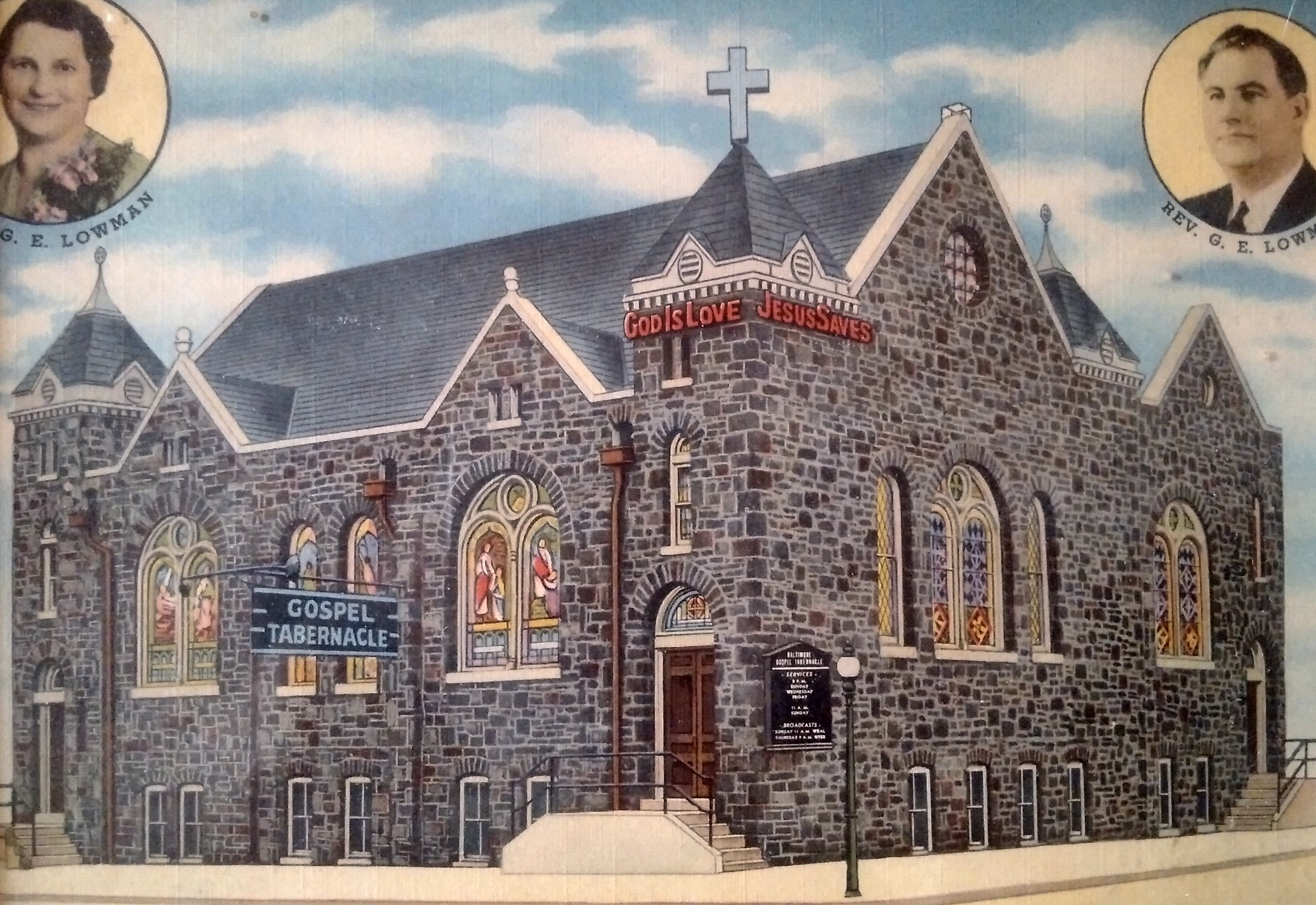
Il reverendo G.E. Lowman con la moglie ed il Tabernacolo in una stampa della metà degli anni Trenta, distribuita agli ascoltatori della radio

Le trasmissioni del Tabernacolo finirono per irradiarsi da una costa all'altra negli Stati Uniti, anche attraverso stazioni radio molto potenti, con la massima protezione da interferenze, di classe 1-A, come la WABC di New York, la WLS di Chicago, e la WBT di Charlotte (Carolina del Nord). A livello planetario, il programma veniva trasmesso da importanti stazioni ad onde medie e corte in Europa, Asia, Africa, ed Australia, originate dalla radio madre WBAL (AM). Verso la fine degli anni Trenta, il Pittsburgh Post-Gazette, il giornale più importante dell'area metropolitana di Pittsburgh, disse del reverendo Lowman, "il noto evangelista radiofonico e fondatore del Tabernacolo del Vangelo a Baltimora... è famoso tra gli abitanti di Pittsburgh grazie ai suoi vigorosi sermoni trasmessi qui dal Tabernacolo di Baltimora. Nell'agosto del 1941, la WNOX (ora WNML) di Knoxville (Tennessee), iniziò la trasmissione, pubblicizzandola come "messaggi di attualità e di ispirazione da uno dei leader religiosi d'America", ma 6 mesi più tardi scoppiò una controversia quando la stazione radio si rifiutò di trasmettere un sermone nel quale il reverendo Lowman menzionava la parola "fornicazione", suscitando proteste da parte di ascoltatori delusi. In occasione del debutto del programma sulla WELI di New Haven, Connecticut, nel 1940, un cronista radiofonico del New Haven Register descrisse le trasmissioni come "uno dei programmi religiosi più originali e vari d'America, condotto dal reverendo G. E. Lowman, un noto predicatore che sceglie come argomenti temi attuali ed interessanti adatti al momento in cui viviamo".
Durante la Seconda Guerra mondiale, l'Ufficio della Censura degli Stati Uniti richiese l'invio dei testi dei sermoni per il controllo, prima che venissero mandati in onda, data la copertura internazionale della trasmissione. Questa restrizione pregiudicò il suo stile di predicazione estemporaneo finché le restrizioni belliche furono abolite il 15 agosto 1945. Quando tornò la pace nelle Filippine e fu ripristinato il controllo da parte dei civili della stazione radio di Manila DZRH, la trasmissione del Tabernacolo divenne un appuntamento fisso della domenica pomeriggio della importante stazione della città capitale. Tuttavia, le trasmissioni su Radio Cina Internazionale terminarono nel 1949 con l'ascesa al potere dei Comunisti. Altre importanti stazioni ad onde corte che trasmettevano il programma in differita includevano Radio Ceylon (ora Sri Lanka) e Radio Monte Carlo.
Sul finire degli anni Cinquanta, un secondo programma radiofonico settimanale dal vivo venne trasmesso dalla rete della Mutual Broadcasting System negli USA la domenica sera. Gli indici di ascolto furono compromessi dalla concorrenza della televisione in prima serata, con programmi popolari come The Ed Sullivan Show che era anche alle 20.00. Il programma radiofonico terminò nel 1959.
I programmi erano anche famosi per la loro musica, suonata dall'organo a canne che accompagnava la congregazione nel canto dei suoi inni preferiti. Ogni programma iniziava con la sigla O That Will Be Glory (celebre inno scritto da Charles H. Gabriel (1856-1932) nell'estate del 1900). Le figlie Ruth, Edna e Doris cantavano come "Lowman Sisters", al termine di ogni programma, l'inno con la melodia Māori "Search Me, O God"
Il pastore Lowman fu autore di diversi libri della serie Prophecies for the Times (Profezie per i tempi). Il suo ministero non fu legato a denominazioni. Egli scrisse: "Molte pretese sono avanzate da certe religioni. Ma nessuna denominazione può correttamente pretendere di essere l'unica. La vera chiesa del nostro Signore e Maestro è composta da persone nate di nuovo. Non conta ciò a cui apparteniamo su questa terra; conta ciò che siamo in Cristo".
In aggiunta ai suoi scritti ed al ministero settimanale al Tabernacolo, egli condusse crociate in varie città, in luoghi come il Soldiers and Sailors Memorial Hall (il più grande sacrario militare degli USA) a Pittsburgh con 2.500 posti a sedere. Fra i primi promotori dell'armonia razziale durante il periodo della segregazione razziale, egli intervenne spesso come predicatore negli anni Trenta nella chiesa dell'Elder Michaux (l'anziano Michaux), un popolare ministro afroamericano di Washington.

### International Gospel Broadcasters
Il programma radiofonico settimanale dal vivo aveva origine dal Tabernacolo del Vangelo a Baltimora la domenica mattina alle 11 e terminò con il culto finale del 13 dicembre 1959. Il programma fu poi trasferito a studi situati a St. Petersburg, dove fu prodotto e distribuito dalla International Gospel Broadcasters, un ministero no profit fondato da G. E. Lowman.
Quando John F. Kennedy, un cattolico, si candidò alle elezioni presidenziali del 1960, il reverendo Lowman sollevò il dubbio che un cattolico alla Casa bianca potesse essere soggetto ad indebita influenza da parte del Vaticano in ambiti secolari. Egli scrisse: "Dovrebbe un cattolico romano essere presidente?" così intitolando un capitolo di uno dei libri della serie Prophecies for the Times, pubblicato nell'estate del 1960, dicendo: "Ogni persona ha diritto al proprio credo religioso. Questa è una delle nostre preziose libertà e tutte le denominazioni dovrebbero avere il diritto di operare, libere da ostacoli, in ogni Paese. Un cattolico romano è parte di un sistema ecclesiastico... che richiede suprema obbedienza da parte di ogni vero membro... ed afferma che in caso di conflitto fra chiesa e stato, la chiesa deve prevalere." Pertanto, egli disse che un presidente cattolico romano sarebbe stato soggetto all'assoluta autorità del Papa, in base alla dottrina cattolica. Come risulta dall'archivio dei Presidential Campaign Papers (giornali relativi alla campagna presidenziale) presso il John F. Kennedy Presidential Library and Museum, la squadra che sosteneva la campagna elettorale di Kennedy possedeva il libro del pastore Lowman ed il candidato rispose alla controversia, dichiarando di credere nella separazione di chiesa e stato.
I 35 anni di trasmissioni radio del pastore Lowman terminarono il 31 gennaio 1965, poco dopo il suo decesso a St. Petersburg, Florida. Il Tabernacolo del Vangelo a Baltimora Gospel Tabernacle divenne la Chiesa battista comunitaria St. Paul, il cui pastore dell'epoca, il reverendo Edward M. Revels, aveva ascoltato le trasmissioni radio di G. E. Lowman mentre, in gioventù, lavorava come facchino della compagnia ferroviaria Pullman.

## Riconoscimenti e onorificenze
Per onorare il suo ministero, il 14 settembre 1943, il sindaco Theodore R. McKeldin (difensore dei diritti civili degli Afroamericani e fondatore in quell'anno dell'ente di beneficenza Santa Claus Anonymous) gli donò la chiave della città di Baltimora. Il College e Seminario Burton di Manitou Springs, Colorado, il 20 maggio 1957, conferì al pastore Lowman la laurea honoris causa di Doctor of Divinity (equivalente al dottorato in teologia).
Il vecchio Tabernacolo del Vangelo a Baltimora, ora Chiesa battista comunitaria St. Paul, fu definita monumento di interesse storico il 6 maggio 2009 con atto normativo della Città di Baltimora, in ragione della sua "associazione con eventi storici e persone importanti". Nel dare l'annuncio del riconoscimento durante le cerimonie presso la sala consiliare, il sindaco Sheila Dixon disse: "La Città di Baltimora cura molto questi gioielli perché sono unici ed autentici... posti veri che raccontano vere storie di Baltimora".
Il 1º luglio 2012, una nuova facciata lignea aperta, alta 4,87 metri, fu dedicata alla sua memoria nell'organo a canne del Grande Auditorio di Ocean Grove. L'organista Gordon Turk (figlio di un pastore metodista) suonò O That Will Be Glory, la sigla del programma radiofonico del pastore Lowman, al termine del culto serale.

## Decesso
Nel 1960 G. E. Lowman si trasferì da Hampton (Maryland) a St. Petersburg (Florida), dove morì cinque anni dopo, il 18 gennaio 1965, di leucemia acuta, concludendo il ministero radiofonico mondiale dell'International Gospel Broadcasters. È sepolto nel cimitero Dulaney Valley Memorial Gardens a Timonium, Maryland.